# Список эпизодов телесериала «Во тьме»
Список эпизодов телесериала «Во тьме», премьера которого состоялась на канале The CW 4 апреля 2019 года.

## Обзор сезонов
| Сезон | Сезон | Эпизоды | Дата показа    | Дата показа     | Рейтинг Нильсона | Рейтинг Нильсона       |
| Сезон | Сезон | Эпизоды | Премьера       | Финал           | Ранк             | Зрители США (миллионы) |
| ----- | ----- | ------- | -------------- | --------------- | ---------------- | ---------------------- |
|       | 1     | 13      | 4 апреля 2019  | 27 июня 2019    | 205              | 0,88                   |
|       | 2     | 13      | 16 апреля 2020 | 9 июля 2020     | TBA              | TBA                    |
|       | 3     | 13      | 23 июня 2021   | 6 октября 2021  | TBA              | TBA                    |
|       | 4     | 13      | 6 июня 2022    | 5 сентября 2022 | TBA              | TBA                    |

## Эпизоды

### Сезон 1 (2019)
| № общий | № в сезоне | Название                                         | Режиссёр         | Автор сценария              | Дата премьеры  | Произв. код | Зрители в США (млн) |
| ------- | ---------- | ------------------------------------------------ | ---------------- | --------------------------- | -------------- | ----------- | ------------------- |
| 1       | 1          | «Pilot» «Пилот»                                  | Майкл Шоуолтер   | Корина Кингсбери            | 4 апреля 2019  | 101         | 0.87                |
| 2       | 2          | «Mommy Issues» «Проблемы с мамой»                | Брайан Дэннели   | Эми Тернер                  | 11 апреля 2019 | 102         | 0.72                |
| 3       | 3          | «The Big Break» «Большой перерыв»                | Норман Бакли     | Линдсей Голдер              | 18 апреля 2019 | 103         | 0.64                |
| 4       | 4          | «The Graduate» «Выпускник»                       | Патрисия Кардосо | Яэль Зинков                 | 25 апреля 2019 | 104         | 0.75                |
| 5       | 5          | «The Feels» «Чувства»                            | Ингрид Юнгерманн | Диган Фрайклинд             | 2 мая 2019     | 105         | 0.50                |
| 6       | 6          | «Tyson» «Тайсон»                                 | Райан МакФол     | Дэвид Бабкок                | 9 мая 2019     | 106         | 0.51                |
| 7       | 7          | «The One That Got Away» «Тот,который ускользнул» | Анна Мастро      | Райан Найтон                | 16 мая 2019    | 107         | 0.52                |
| 8       | 8          | «Jessica Rabbit» «Джессика Кролик»               | Кира Седжвик     | Эрик Рэндолл                | 23 мая 2019    | 108         | 0.60                |
| 9       | 9          | «Deal Or No Deal» «Сделка или нет сделки»        | Стивен К. Цутида | Кара Браун                  | 30 мая 2019    | 109         | 0.58                |
| 10      | 10         | «Bait and Switch» «Приманка и Выключатель»       | Рэндолл Зиск     | Луиза Леви                  | 6 июня 2019    | 110         | 0.60                |
| 11      | 11         | «I Woke Up Like This» «Я проснулся вот так»      | Давид Гроссман   | Сара Линк & Челси Тейлор    | 13 июня 2019   | 111         | 0.64                |
| 12      | 12         | «Rollin' With The Homies» «Катаюсь с братишками» | Брайан Дэннели   | Флинт Уэйнесс & Яэль Зинков | 20 июня 2019   | 112         | 0.60                |
| 13      | 13         | «It's Always Been You» «Это был ты»              | Корина Кингсбери | Корина Кингсбери            | 27 июня 2019   | 113         | 0.63                |

### Сезон 2 (2020)
| № общий | № в сезоне | Название                                                                                                   | Режиссёр                                | Автор сценария   | Дата премьеры  | Произв. код | Зрители в США (млн) |
| --- | ---------- | --- | --------------------------------------- | ---------------- | -------------- | ----------- | ------------------- |
| 14 | 1          | «Все о Бенджамине» «All About the Benjamin»                                                                | Джон Фрэнсис Дейли & Джонатан Голдштейн | Корина Кингсбери | 16 апреля 2020 | 201         | 0.41                |
| Мерфи идет на поправку после ужасающей встречи с Дином, но визит Ниа побуждает ее к действию. Мерфи, Джесс и Феликс должны действовать быстро, чтобы разработать план, который будет держать их подальше от прицела Нии и, возможно, в процессе спасет «Руководящую надежду».                                                                             |            | |                                         |                  |                |             |                     |
| 15 | 2          | «Клянусь своим сердцем и надеюсь солгать» «Cross My Heart and Hope to Lie»                                 | Брайан Дэннели                          | Яэль Зинков      | 23 апреля 2020 | 202         | 0.39                |
| Мерфи получает неожиданный визит, в то время как команда «Руководящей надежды» — Феликс, Джесс и Мерфи — работают над планом, чтобы скрыть свой новый «бизнес». Визит Дарнелла к Нии принимает неожиданный оборот, а Дин получает новое задание. |            | |                                         |                  |                |             |                     |
| 16 | 3          | «Сын оружия» «Son of a Gun»                                                                                | Райан МакФол                            | Флинт Уэйнесс    | 30 апреля 2020 | 203         | 0.39                |
| Мерфи вынуждена переключить свое внимание с Макса, когда излишки денег «Руководящей Надежды» ставят их под наблюдение агента IRS — Джоша. Между тем, у Джесс появляется интерес к новому сотруднику, а Феликс решает взять дело в свои руки. Дин становится ближе к информации, которую он может использовать против Нии, и Дарнелл изучает его варианты. |            | |                                         |                  |                |             |                     |
| 17 | 4          | «Я в деле» «Deal Me In»                                                                                    | Джефф Чан                               | Райан Найтон     | 7 мая 2020     | 204         | 0.36                |
| 18 | 5          | «Необычные подозреваемые» «The Unusual Suspects»                                                           | Ингрид Юнгерманн                        | Адриан Круз      | 14 мая 2020    | 205         | 0.36                |
| 19 | 6          | «Правда ранит» «The Truth Hurts»                                                                           | Дэвид Гроссман                          | Малари Ховард    | 21 мая 2020    | 206         | 0.54                |
| 20 | 7          | «Соломинка, сломавшая спину верблюда» «The Straw That Broke the Camel's Back»                              | Кестон Джон                             | Джесс Беркл      | 28 мая 2020    | 207         | 0.46                |
| 21 | 8          | «День Независимости» «Codependence Day»                                                                    | Стивен Цутида                           | Эми Тернер       | 4 июня 2020    | 208         | 0.43                |
| 22 | 9          | «Как добиться успеха в бизнесе, не умирая по-настоящему» «How to Succeed in Business Without Really Dying» | Клара Аранович                          | Анна Фишер       | 11 июня 2020   | 209         | 0.43                |
| 23 | 10         | «Последний танец» «The Last Dance»                                                                         | Стивен Цутида                           | Челси Тейлор     | 18 июня 2020   | 210         | 0.45                |
| 24 | 11         | «Плохие люди» «Bad People»                                                                                 | Дэвид Гроссман                          | Даниэль Роджерс  | 25 июня 2020   | 211         | 0.45                |
| 25 | 12         | «Где Бен?» «Where Have You Ben?»                                                                           | Брайан Дэннели                          | Карин Розенталь  | 2 июля 2020    | 212         | 0.46                |
| 26 | 13         | «My Pride and Joy»                                                                                         | Неизвестно                              | Неизвестно       | 9 июля 2020    | 213         | 0.40                |

### Сезон 3 (2021)
| № общий | № в сезоне | Название                                                               | Режиссёр                 | Автор сценария                                                      | Дата премьеры    | Зрители в США (млн) |
| ------- | ---------- | ---------------------------------------------------------------------- | ------------------------ | ------------------------------------------------------------------- | ---------------- | ------------------- |
| 27      | 1          | «Висит на волоске» «Hanging by a Thread»                               | Райан МакФол             | Корина Кингсбери & Яэль Зинков                                      | 23 июня 2021     | 0.42                |
| 28      | 2          | «Я знаю, что ты сделал прошлой ночью» «I Know What You Did Last Night» | Эммануэль Осей-Куфур мл. | Корина Кингсбери & Яэль Зинков                                      | 30 июня 2021     | 0.40                |
| 29      | 3          | «Где-то за границей» «Somewhere Over the Border»                       | Райан МакФол             | История: Корина Кингсбери & Яэль Зинков Телеадаптация: Райан Найтон | 7 июля 2021      | 0.42                |
| 30      | 4          | «Целый и невредимый» «Safe and Sound»                                  | Эммануэль Осей-Куфур мл. | Малари Говард & Яэль Зинков                                         | 14 июля 2021     | 0.39                |
| 31      | 5          | «Самолеты, поезда и автомобили» «Planes, Trains and Automobiles»       | Энни Брэдли              | Анна Фишер & Корина Кингсбери                                       | 21 июля 2021     | 0.39                |
| 32      | 6          | «Аркадный огонь» «Arcade Fire»                                         | Неизвестно               | Неизвестно                                                          | 11 августа 2021  | 0.31                |
| 33      | 7          | «Хорошенькая в розовом» «Pretty in Pink»                               | Неизвестно               | Неизвестно                                                          | 18 августа 2021  | 0.41                |
| 34      | 8          | «Отключение питания» «Power Trip»                                      | Неизвестно               | Неизвестно                                                          | 25 августа 2021  | 0.36                |
| 35      | 9          | «Excess Baggage»                                                       | Неизвестно               | Неизвестно                                                          | 1 сентября 2021  | 0.37                |
| 36      | 10         | «Home Run»                                                             | Неизвестно               | Неизвестно                                                          | 8 сентября 2021  | 0.37                |
| 37      | 11         | «Match Point»                                                          | Неизвестно               | Неизвестно                                                          | 22 сентября 2021 | 0.28                |
| 38      | 12         | «Do You Hear What I Hear?»                                             | Неизвестно               | Неизвестно                                                          | 29 сентября 2021 | 0.28                |
| 39      | 13         | «Expectation is the Root of All Heartache»                             | Неизвестно               | Неизвестно                                                          | 6 октября 2021   | 0.35                |

### Сезон 4 (2022)
| № общий | № в сезоне | Название                                                                     | Режиссёр   | Автор сценария | Дата премьеры  | Произв. код | Зрители в США (млн) |
| ------- | ---------- | ---------------------------------------------------------------------------- | ---------- | -------------- | -------------- | ----------- | ------------------- |
| 40      | 1          | «Залог в вашем суде» «Bail's in Your Court»                                  | Неизвестно | Неизвестно     | 6 июня 2022    | 401         | 0.29                |
| 41      | 2          | «Нет тростника» «No Cane Do»                                                 | Неизвестно | Неизвестно     | 13 июня 2022   | 402         | 0.28                |
| 42      | 3          | «Если бы книги могли убивать» «If Books Could Kill»                          | Неизвестно | Неизвестно     | 20 июня 2022   | 403         | 0.29                |
| 43      | 4          | «Трудно проглотить пилюлю» «Hard Pill to Swallow»                            | Неизвестно | Неизвестно     | 27 июня 2022   | 404         | 0.31                |
| 44      | 5          | «Суд над Мерфи Мэйсоном, часть первая» «The Trial of Murphy Mason, Part One» | Неизвестно | Неизвестно     | 11 июля 2022   | 405         | 0.29                |
| 45      | 6          | «Суд над Мерфи Мэйсоном, часть вторая» «The Trial of Murphy Mason, Part Two» | Неизвестно | Неизвестно     | 18 июля 2022   | 406         | 0.25                |
| 46      | 7          | «В ЦРУ оказались правы» «C.I. Was Right»                                     | Неизвестно | Неизвестно     | 25 июля 2022   | 407         | 0.25                |
| 47      | 8          | «Текила Пересмешник» «Tequila Mockingbird»                                   | Неизвестно | Неизвестно     | 1 августа 2022 | 408         | 0.32                |
| 48      | 9          | «Центр тяжести» «Center of Gravity»                                          | Неизвестно | Неизвестно     | 8 августа 2022 | 409         | 0.32                |